# Myanmar i olympiska spelen
Myanmar har deltagit vid olympiska sommarspelen sedan 1948. Fram till spelen 1988 i Seoul tävlade landet under sitt dåvarande namn, Burma. Burma deltog inte i olympiska sommarspelen 1976.
Landet har aldrig deltagit i olympiska vinterspelen och har aldrig vunnit någon medalj.

## Medaljer
| Guld | Silver | Brons | Totalt antal medaljer |
| ---- | ------ | ----- | --------------------- |
| 0    | 0      | 0     | 0                     |

### Medaljer efter sommarspel
| Spel                                    | Guld        | Silver      | Brons       | Totalt      |
| London 1948                             | 0           | 0           | 0           | 0           |
| Helsingfors 1952                        | 0           | 0           | 0           | 0           |
| Melbourne 1956 (ryttarspel i Stockholm) | 0           | 0           | 0           | 0           |
| Rom 1960                                | 0           | 0           | 0           | 0           |
| Tokyo 1964                              | 0           | 0           | 0           | 0           |
| Mexico City 1968                        | 0           | 0           | 0           | 0           |
| München 1972                            | 0           | 0           | 0           | 0           |
| Montréal 1976                           | Deltog inte | Deltog inte | Deltog inte | Deltog inte |
| Moskva 1980                             | 0           | 0           | 0           | 0           |
| Los Angeles 1984                        | 0           | 0           | 0           | 0           |
| Seoul 1988                              | 0           | 0           | 0           | 0           |
| Barcelona 1992                          | 0           | 0           | 0           | 0           |
| Atlanta 1996                            | 0           | 0           | 0           | 0           |
| Sydney 2000                             | 0           | 0           | 0           | 0           |
| Aten 2004                               | 0           | 0           | 0           | 0           |
| Peking 2008                             | 0           | 0           | 0           | 0           |
| London 2012                             | 0           | 0           | 0           | 0           |
| Totalt                                  | 0           | 0           | 0           | 0           |